# Partclone
Partclone è uno strumento di clonazione e ripristino delle partizioni. Fornisce strumenti per il backup ed il ripristino delle partizioni ed è progettato per un'alta compatibilità con la libreria del file system. È sviluppato da NCHC Free Software Labs in Taiwan. È l'applicazione di backup predefinita in Clonezilla, in FOG a partire dalla versione 1.00 ed in Redo Backup and Recovery che è semplicemente un front-end per partclone. Supporta molti file system ed ha buone prestazioni poiché salta le parti del file system contrassegnate come spazio libero.

## Utilità
Partclone attualmente supporta i seguenti filesystem: ext2, ext3, ext4, hfs +, reiserfs, reiser4, btrfs, vmfs (v3, v5), xfs, jfs, ufs, ntfs, fat (16/12/32) ed exFAT. Per eseguire partclone su un particolare filesystem, si usa il comando 'partclone.<fstype>', in modo simile al comando mkfs:
- partclone.btrfs
- partclone.ext2, partclone.ext3, partclone.ext4
- partclone.fat32, partclone.fat12, partclone.fat16
- partclone.ntfs
- partclone.exFAT
- partclone.hfsp
- partclone.jfs
- partclone.reiserfs
- partclone.reiser4
- partclone.ufs (support SU+J)
- partclone.vmfs (v3)
- partclone.vmfs5 (for vmfs v5)
- partclone.xfs

## Caratteristiche
Partclone è scritto in C e si concentra sulla clonazione di filesystem, invece che sulla clonazione di dischi. Le caratteristiche di base sono:
- clonare una partizione in un file immagine
- ripristinare un file immagine in una partizione
- ripristinare un file immagine come raw su un loop device
- duplicazione di partizioni on-the-fly
- creazione di un file di dominio per ddrescue
- supporto a crc32
- supporto pipe (ripristino da stdin | clonazione a stdout)
- modalità testo e modalità silenziosa
- Interfaccia testuale di Ncurses
- supporto di salvataggio
- visualizzazione della velocità di trasferimento, calcolo del tempo trascorso
- supporta la copia forense (dd)
- partclone.chkimg controlla l'immagine creata da partclone